# Poujadismo
El poujadismo, término derivado del nombre de Pierre Poujade, fue un movimiento político y sindical francés surgido en 1953 en el departamento de Lot (Francia), y desaparecido en 1958. El movimiento reivindicaba la defensa de los comerciantes y artesanos frente al peligro que suponían las grandes superficies comerciales aparecidas después de la guerra, y criticaba asimismo la ineficacia del parlamentarismo de la Cuarta República. Los términos poujadismo o movimiento Poujade designaban pues las actividades tanto de la Union de défense des commerçants et artisans (Unión de Defensa de Comerciantes y Artesanos, UDCA), el sindicato dirigido por Pierre Poujade, como de la Union et fraternité française, la agrupación utilizada por Poujade y sus partidarios para participar en política. 
Paulatinamente el término poujadismo adquirió un matiz peyorativo, para referirse a un movimiento político corporativista con tendencias reaccionarias, propio de las clases medias, también definido como conservadurismo de la pequeña burguesía.

## Historia
La actividad de la Union de Défense des Commerçants et Artisans (UDCA) se inició en Saint-Céré (departamento de Lot, en Francia) en un marco contestatario de resistencia fiscal, mientras que el fisco aplicaba el tradicional principio de que el comerciante en el medio rural camuflaba buena parte de sus transacciones.
En dos años, este movimiento se extendió a toda Francia y en las elecciones generales de 1956 obtuvo más de dos millones de votos y 52 diputados (o sea 12 %), tras cambiar su nombre por el de Union et Fraternité Française' (UFF). Este grupo tomó una posición hostil al Tratado de Roma, y asimismo solicitó la supresión de los controles fiscales y la defensa de los pequeños comerciantes. La UFF dio también un fiel apoyo a la Argelia francesa, aunque no dio su voto de confianza al gobernador Guy Mollet durante la llamada crisis de Suez, por reflejo anti-inglés.
Este movimiento tuvo una vigencia limitada, puesto que solamente se mantuvo hasta el fin de la Cuarta República, aliada con los gaulistas. Con la instalación de la Quinta República, este grupo prácticamente desapareció (año 1958). Todos los diputados elegidos en 1956 bajo las banderas poujadistas fueron derrotados en las elecciones legislativas francesas de 1958, con excepción de dos, entre los que se encontraba Jean-Marie Le Pen (quien rápidamente se alejó del movimiento).

## Ideología
Puede considerarse al poujadismo como una de las últimas expresiones de un movimiento contestatario de la clase media. Entre los diputados poujadistas que fueron elegidos, se contaban carniceros, panaderos, tenderos, libreros, etc. Jean-Marie Le Pen, diputado poujadista en las elecciones legislativas de enero de 1956 (y que luego creara el Frente Nacional), adoptó mayoritariamente posiciones autoritarias y de fuerza, al igual que algunos otros diputados del movimiento.
Desde este grupo, se preconizaba la afirmación de una identidad nacional francesa, contra todo lo que la desmerecía : la inmigración, la integración europea, la cuestión fiscal, etc.

## Término por extensión
La palabra « poujadismo » ha sido utilizada para calificar peyorativamente lo que se considera como corporatismo reaccionario de las clases medias y altas y se aplica incluso cuando no existe o no se observa relación alguna con el movimiento iniciado por Pierre Poujade. Este mismo término también fue y es utilizado para calificar negativamente un discurso político o social juzgado demagógico.
En efecto, desarrollar una defensa del comercio de proximidad de pequeña escala y de los pequeños comerciantes frente a las superficies de mayor tamaño y frente a las cadenas nacionales o multinacionales de gran escala, sin duda puede tener un trasfondo demagógico, y por analogía, lo mismo podría darse en ciertas situaciones de antiparlamentarismo, de corporativismo, e incluso de extremismo político (léase populismo reaccionario o pseudoprogresista).
También cabe agregar que en febrero de 2010, Robert Zaretsky, un editorialista del New York Times, comparó el Tea Party estadounidense con el poujadismo.